# 순결하신 동정녀시여
순결하신 동정녀시여(고대 그리스어: Ἁγνὴ Παρθένε 아그니 파르테네[*])는 19세기 후반에 성 에기나의 넥타리오스가 작곡한 그리스어 마리아 성가(i.e., 동정녀 마리아 성가)로, 1905년에 그의 테오토카리온()으로 활자화되어 처음 출판되었다.
정교회에서는 이 성가를 비전례적인 성가로 간주하기 때문에 전례 예배 이외에서만 사용할 수 있다. 그러나, 일부 성가대에서는 성찬예배 폐식 후에 십자가 공경과 안디도로를 받는 동안, 자주 퇴장 성가로 연주된다.

## 같이 보기
- 성모송
- 성모 호칭 기도